# Конрадус фон Флекенщайн
Конрадус фон Флекенщайн (на немски: Conradus v.Fleckenstein; * пр. 1165; † сл. 1189) е благородник от фамилията на имперските министериали Флекенщайн от Елзас и господар на замък Флекенщайн (на френски: Château de Fleckenstein).

## Произход и наследници
Той е син на Готфрид фон Флекенщайн († сл. 1129). Брат е на Годефридус фон Флекенщайн († сл. 1189) и на Фридерикус фон Флекенщайн (* пр. 1165).
Конрадус фон Флекенщайн има син и е дядо на:
- Хайнрих I фон Флекенщайн († 1259)

## Галерия
- Замък Флекенщайн
- Останки от замък Флекенщайн